# Villa Tufarelli
Die Villa Tufarelli ist ein Landhaus aus dem 18. Jahrhundert in San Giorgio a Cremano in der italienischen Region Kampanien. Es liegt im Gebiet der Miglio d’oro, in der Via Tufarelli, 45.

## Geschichte und Beschreibung
Das Landhaus ist immer noch die Residenz der Grafen Tufarelli. Es ist in sehr gutem Erhaltungszustand und wurde, anders als andere Häuser aus dem 18. Jahrhundert, die später zu privaten Wohnhäusern wurden, nicht aufgeteilt.
Die Villa liegt im oberen Teil von San Giorgio a Cremano und ist, wie die anderen Villen in diesem Gebiet, weit von der Küste entfernt. Sie liegt in einem ländlichen Gebiet zwischen Feldern und man sieht von ihr aus gut den Vesuv.
Der heutige Grundriss der Villa ist das Resultat der Veränderungen, die die Tufarellis später an dem kleinen Haus mit Türmchen vornehmen ließen, das die Familie Nappi 1474 errichten ließ und das im 17. Jahrhundert an die Familie Bolino fiel. Auf der Landkarte des Duca di Noja ist die Villa als „li Bolini“ bezeichnet.
Das kleine, landliche Haus wurde später von den Bolinos erweitert, denen u. a. der Bau der Kapelle zu verdanken ist, der der unserer lieben Frau auf dem Berge Karmel geweiht ist.
Das Wohnhaus zeigt sich als ländlicher Hof, befestigt und eingefriedet durch eine durch Strebepfeiler verstärkte Mauer. Die Fassade besteht aus verschiedenen, frei nebeneinander liegenden Baukörpern, die aus den verschiedenen Veränderungen in unterschiedlichen Epochen resultieren. Durch das Eingangsportal gelangt man in den großen, ländlichen Innenhof, in dem sich die Landwirtschaft abspielte. Links des Eingangstores gelangt man durch eine Vorhalle in die Zimmer im Obergeschoss, wo man heute noch die Decken aus bemalter Leinwand bewundern kann.
Perfekt erhalten und für die Gläubigen der Gegend offen ist die kleine Kapelle unserer lieben Frau auf dem Berge Karmel, die die älteste Kirche der Stadt am Vesuv nach der von San Giorgio Vecchio darstellt. Im Inneren sind Stuckarbeiten und Gemälde aus der Zeit des Baus erhalten. Auf dem Hauptaltar gibt es ein Gemälde von Solimene. Der Bodenbelag besteht aus Majolika, verziert mit dem Wappen des Hauses. Erhalten ist auch ein Coretto aus Holz, verbunden mit der Wohnung, sodass die Adelsfamilie in die Kirche gehen und der Heiligen Messe folgen konnte, ohne das Haus verlassen zu müssen.